# Antonio María Álvarez Tomás
Antonio María Álvarez Tomás (Oceà Atlàntic, 9 de febrer de 1785 - Madrid, 19 d'abril de 1848) fou un militar espanyol, Capità general d'Aragó durant la minoria d'edat d'Isabel II d'Espanya.
Era fill d'un brigadier i va néixer a bord de la fragata Nuestra Señora de la Piedad quan anava de Cadis a Buenos Aires. Ingressà a l'exèrcit com a cadet en 1790 i en 1797 es traslladà a Ferrol, fou ascendí a subtinent. En 1802 fou traslladat a Montevideo i agregat d'enginyers a l'illa de Chiloé en 1804. En 1811 formà part de les tropes reialistes que s'enfrontaren als rebels criolls, el 1812 fou ascendit a tinent coronel i el 1814 a coronel, lluitant a Salta i a Viluma. En 1815 ascendí a brigadier i fou nomenat governador de Tarija en 1817, segon comandant de Cusco en 1818 i governador de Tolles, Cusco i Potosí (1821), càrrecs que va ocupar fins a la capitulació de Cusco el 12 de desembre de 1822.
Ascendit a mariscal de camp, va tornar a la Península i va romandre en caserna fins que el 1832 fou nomenat governador de Girona i després de Màlaga. El maig de 1834 fou nomenat comandant general de Còrdova, càrrec que deixà el desembre per exercir el mateix càrrec a Jaca. L'11 de març de 1835 fou nomenat Capità general d'Aragó, càrrec del que en va dimitir el 7 de juny. Va anar a Catalunya a lluitar en la primera guerra carlina i després fou nomenat capità general de Castella la Vella (1 de setembre de 1836), Castella la Nova (18 de desembre), Granada i Jaén (17 de gener de 1839), Extremadura (21 de maig de 1840) i novament de Granada (24 de novembre de 1840).